# Mezei cickafark
A mezei cickafark (Achillea collina) az őszirózsafélék családjába tartozó növényfaj.
A közönséges cickafarknál (A. millefolium) Magyarországon gyakoribb elterjedésű, és hatóanyagtartalma is eltérő (előnyösebb) annál. A két faj között genetikailag az a különbség, hogy a közönséges cickafark diploid, a mezei cickafark pedig tetraploid.. Kémiailag mindkét faj tartalmaz gyulladáscsökkentő hatású, baktericid, fungicid szeszkviterpén laktonokat, de a guajanolid típusú proazulének a közönséges cickafarknál hiányoznak.